# Földes György (újságíró)
Földes György, született Fein György (Kiskunfélegyháza, 1905. szeptember 24. – Budapest, 1980. március 19.) magyar újságíró, humorista.

## Életpályája
Fein Lipót fűszerkereskedő és Klein Szeréna varrónő gyermekeként született. A pécsi Erzsébet Tudományegyetemen két évig jogi tanulmányokat folytatott. 1923-tól jelentek meg írásai a Dunántúli Életben, később a Pécsi Naplóban. Ez utóbbi lapnak közgazdasági rovatvezetője is volt. 1945 után a Kisiparosok Országos Szövetségének (KISOSZ) főtitkára, és különböző szaklapok (Kisiparosok és Kiskereskedők, Magyar Kiskereskedő), szerkesztője, majd a Friss Újság felelős szerkesztője lett. 
1951 és 1953 között a Bérc utcai iskolában, majd 1953 és 1955 között az Eötvös Loránd Tudományegyetem (ELTE) újságíró szakán tanított. 1953-tól a Ludas Matyi munkatársaként, 1954-től nyugalomba vonulásáig (1976) felelős szerkesztőjeként, majd főszerkesztő-helyetteseként dolgozott. A Ludas Magazin főszerkesztője volt. Főként krokikat, szatirikus tárcákat és humoreszkeket írt.
Házastársa Goldschmidt Lívia volt, akivel 1936. január 19-én Budapesten, a Józsefvárosban kötött házasságot. Második felesége Háhn Katalin volt, akivel Pécsett ismerkedett meg.

## Művei
- Adó, OTI illeték; Irodalmi és Könyvny. Rt., Pécs, 1938
- Hogy kalkuláljon a kereskedő? 1947. Haszonkulcs táblázatok: textil, rövidáru-, norinbergi-, játékáru- stb. árukról; szerzői, Pécs, 1947
- Hogyan kalkuláljon a kereskedő? Vegyeskereskedők kalkulációja; Szabadság Ny., Pécs, 1947
- Hogy kalkuláljon a kereskedő? Haszonkulcs táblázatok: textil, rövidáru, zsákok és vegyi árukról; szerzői, Pécs, 1947
- Hogy kalkuláljon a kereskedő? 1948. Vegyeskereskedők kalkulációja; összeáll. Földes György; Szabadság Ny., Pécs, 1948
- Megmondom a magamét... (humoreszkek, Budapest, 1964)
- Ne tessék mérgelődni (humoreszkek, ill. Pusztai Pál, Budapest, 1967)
- Vidám krónika (humoreszkek, Budapest, 1970)
- Síkos a pálya (humoreszkek, Budapest, 1971)

## Díjai, kitüntetései
- Rózsa Ferenc-díj (1967)
- Aranytoll (1978)